# Monte Wellington
O Monte Wellington é um monte localidado a Oeste da cidade de Hobart, na Tasmânia.